# Balázs Ambrus
Balázs Ambrus nume la naștere Károly Hermann (n. 16 octombrie 1887 Mátészalka-d.17 decembrie 1941 Szabadka) a fost un scriitor, poet și critic literar maghiar.